# Lucheux
Lucheux ist eine französische Gemeinde mit 521 Einwohnern (Stand 1. Januar 2022) im Département Somme in der Region Hauts-de-France. Sie gehört zum Arrondissement Amiens und zum Kanton Doullens.

## Bevölkerungsentwicklung
- 1962: 522
- 1968: 543
- 1975: 513
- 1982: 553
- 1990: 607
- 1999: 568

## Sehenswürdigkeiten
- Belfried, Monument historique seit 1896

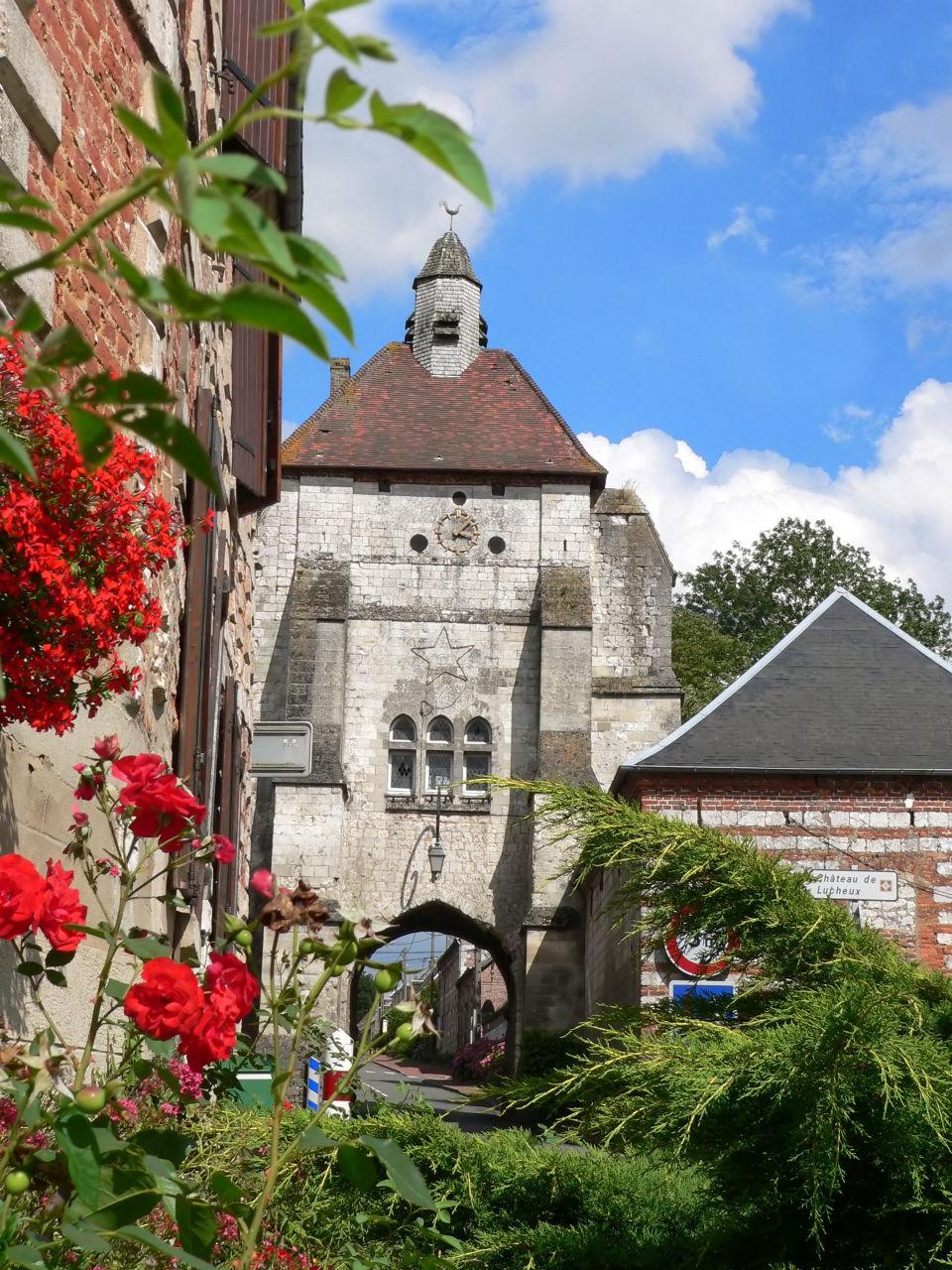
Belfried (Beffroi)

- Burgruine Lucheux aus dem 15. Jahrhundert
- Festung oberhalb des Ortes
- Kirche, erbaut ab dem 12. Jahrhundert

## Persönlichkeiten
- Leodegar von Autun (Saint Léger) † 678 im Forêt de Sarcing (heute Lucheux)